# Marie-Noëlle Savigny
Marie-Noëlle Savigny (née le 11 octobre 1957 à Cusset) est une athlète française, spécialiste du 100 mètres haies.

## Biographie
Médaillée de bronze du 100 mètres haies lors des Jeux méditerranéens de 1983, elle se classe sixième des Jeux olympiques de 1984, à Los Angeles, dans le temps de 13 s 28.

### Palmarès
| Date | Compétition         | Lieu        | Résultat | Épreuve     | Performance |
| ---- | ------------------- | ----------- | -------- | ----------- | ----------- |
| 1983 | Jeux méditerranéens | Casablanca  | 3e       | 100 m haies | 13 s 44     |
| 1984 | Jeux olympiques     | Los Angeles | 6e       | 100 m haies | 13 s 28     |

### Records
| Épreuve     | Performance | Lieu | Date |
| ----------- | ----------- | ---- | ---- |
| 100 m haies | 13 s 13     |      | 1984 |